# Processos cinematográficos
O cinema pode ser dividido em diversos processos. São eles:
- Roteiro
- Desenvolvimento
- Produção
- Realização
- Decupagem
- Decupagem de fitas
- Sonorização
- Montagem
- Legendagem
- Dublagem/Dobragem
- Distribuição
- Exibição